# Symboly Plzeňského kraje

Znak Plzeňského kraje

Vlajka Plzeňského kraje
Poměr stran: 2:3

Symboly Plzeňského kraje jsou znak, vlajka a logo. Znak a vlajku udělil kraji usnesením č. 98 ze dne 31. ledna 2002 předseda Poslanecké sněmovny Parlamentu České republiky Václav Klaus. Logo, které ale není oficiálním symbolem, bylo schváleno Radou Plzeňského kraje zřejmě v roce 2011.

## Popis symbolů

### Znak
Oficiální popis: „Červeno-zeleně čtvrcený štít, v prvním poli český lev, ve druhém poli doleva vykračující zlatý dvouhrbý velbloud, ve třetím poli stříbrné a zlaté břevno a ve čtvrtém poli stříbrná románská rotunda s apsidou a zlatým křížkem.“

### Vlajka
Vlajka kraje je heraldická, tzn. odvozená z krajského znaku prostým přepisem na list o poměru stran 2:3.
Oficiální popis: „Čtvrcený list, v horním žerďovém červeném poli český lev, dolní žerďové pole tvoří pět vodorovných pruhů, zelený, bílý, zelený, žlutý a zelený. Horní vlající pole zelené se žlutým dvouhrbým velbloudem vykračujícím k vlajícímu okraji. V dolním vlajícím červeném poli bílá rotunda s apsidou a žlutým křížkem.“

### Logo
Logo Plzeňského kraje je tvořeno černým nápisem „Plzeňský kraj“, který je doprovázen třemi křivkami žlutou, zelenou a modrou.

## Symbolika
- První pole znaku a vlajky zaujímá historický znak Čech, na jehož historickém území se kraj rozkládá.
- Velbloud ve druhém poli je derivátem plzeňského znaku. Jedná se o jeho druhou nejstarší součást. Znak městu rozmnožil po roce 1433 císař Zikmund v narážce na epizodu z husitských válek, kdy Plzeňané při výpadu proti vojskům, obléhající město, ukořistili velblouda, kterého husité obdrželi darem od polského krále.
- Třetí zelené pole symbolizuje zalesněnou hranici – Šumavu a Český les. Právě hranice je vedle centra nejdůležitějším „přirozeným“ znakem kraje. Poloha při hranicích s Německem se promítala do historie kraje téměř ve všech epochách. Ve středověku se zde sváděly bitvy a stavěly hrady, před rokem 1989 zde byla neprodyšná hranice, která personifikovala celý kraj. V současnosti je hranice, a s ní opět i celý kraj, naopak symbolickou branou do Evropské unie. Dvě břevna symbolizují dvě hlavní řeky, které svým povodím pokrývají celou rozlohu kraje a odvádějí z něj vodu: stříbrné břevno symbolizuje Berounku a zlaté (zlatonosnou) Otavu.
- Románská rotunda ve čtvrtém poli odkazuje ke staroplzenecké rotundě sv. Petra a Pavla, nejstarší zachované stavbě na území dnešního Česka. Tato svatyně byla ústředním chrámem Staré Plzně, prvního správního centra kraje. Ve znaku toto pole zastupuje především bohatou historii kraje a jeho duchovní tradice.[2][1]

Logo charakterizuje Plzeňský kraj v několika významových rovinách:
- Integrace s Evropskou unií
- Krajina, příroda
- Dualita venkovských sídel a průmyslového centra
- Jednotný celek tvořený protipóly
- Dynamika kraje

Celé logo představuje vstupní bránu do regionu.

## Historie

### Historie znaku a vlajky
Po vzniku krajů v dnešní podobě (s účinností od 1. ledna 2001) byla vedena diskuse o podobě symbolů Plzeňského kraje. Již 14. prosince 2000 byl v článku deníku MF Dnes uveřejněn rozsáhlý článek archiváře, historika a heraldika Jana Pelanta s návrhy symbolů. V prvním poli byl český lev, ve druhém poli plamenná orlice, ve třetím čtyři modrá břevna (symbolizující řeky Mže, Radbuza, Úhlava a Úslava) ve stříbrném poli a ve čtvrtém stříbrná chrtice se zlatým obojkem v červeném poli (ze znaku Plzně).
17. prosince tento návrh zkritizoval Marcel Fišera, ředitel Galerie Klatovy / Klenová. Na návrhu kritizoval užití plamenné orlice, chrtice, opomenutí Otavy, další významné řeky regionu a nadměrné zdůraznění krajského města.
Začátkem března 2001 byla radou kraje vyhlášena veřejná soutěž. Komise pod vedením heraldika Aleše Zelenky vybrala do užšího výběru sedm návrhů z jedenadvaceti. První tři návrhy:
1. Petr Kolář a Marcel Fišer: V prvním poli český lev, ve druhém čtyři stříbrná břevna v zeleném poli, ve třetím zlaté břevno (Otava) v také zeleném poli a ve čtvrtém stříbrná rotunda v červeném poli.
2. Jan Pelant: popis již uveden
3. Norbert Lang: V prvním poli český lev, druhé pole čtvrcené v barvách plzeňské vlajky, třetí pole zeleno-modře polcené, v zelené části zlaté břevno, v modré tři stříbrná břevna. Ve čtvrtém poli byla stříbrná rotunda.

Český lev
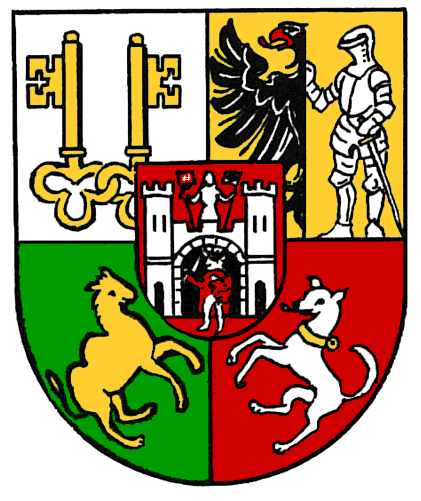
Plzeňský znak
Plzeňská vlajka

V anketě čtenářů Plzeňského deníku (1049 hlasujících) zvítězil Pelantův návrh (619 hlasů) před návrhem pánů Koláře a Fišera (269) a návrhem pana Langa (161). Ve stejném pořadí skončily návrhy v hlasování na internetových stránkách deníku (93, 87 a 17 hlasů). Návrhy vlajek, kromě vlajek heraldických, obsahovaly i varianty neheraldické:
- Čtyři vodorovné pruhy (žlutý, zelený, bílý a červený) se znakem uprostřed (Fišer a Kolář)
- Čtyři vodorovné pruhy (bílý, červený, žlutý a zelený) a ve svislé variantě žlutý, červený, bílý a zelený (Lang)

29. května 2001 byl na jednání krajského zastupitelstva vybrán návrh pánů Fišera a Koláře před návrhem Jana Pelanta (24 hlasů z 45). Tento návrh však při projednávaní Podvýborem pro heraldiku a vexilologii (19. září 2001) nebyl doporučen. Důvodem bylo, že neobsahoval znak ani derivát ze znaku krajského města.
31. října 2001 vypsala rada kraje novou soutěž (podáno bylo přes 20 návrhů). 11. prosince vybrali zastupitelé ze dvou návrhů podobu současných symbolů dle návrhu Petra Koláře a Marcela Fišera. O den později byl tento návrh schválen i v podvýboru pro heraldiku a vexilologii.
16. ledna 2002 vyslovil souhlas (usnesením č. 304/2002) s udělením symbolů Výbor pro vědu, vzdělání, kulturu, mládež a tělovýchovu Poslanecké sněmovny Parlamentu České republiky. Rozhodnutím č. 98 ze dne 31. ledna 2002 udělil kraji symboly předseda Poslanecké sněmovny Václav Klaus. Slavnostní předání dekretu do rukou hejtmana Plzeňského kraje Petra Zimmermanna proběhlo v místnosti státních aktů Poslanecké sněmovny dne 25. února 2002.

### Historie loga
Logo bylo schváleno Radou Plzeňského kraje zřejmě v roce 2011.